# Ortueri
Ortueri è un comune italiano situato nella Barbagia del Mandrolisai di 974 abitanti della provincia di Nuoro in Sardegna.

## Geografia fisica

### Territorio
Situato nella Barbagia del Mandrolisai, il suo territorio presenta vigneti e ricche foreste di sughere e lecci. Il suo nome è spesso legato ai manufatti in sughero, prestigiosi per l'originalità e l'abilità degli artigiani, e per la tessitura dell'orbace che viene usato nella confezione degli abiti tradizionali sardi.

## Storia
Le prime comunità umane si insediarono nel territorio di Ortueri nel Neolitico recente. Sono andati perduti i resti di dolmen e domus de janas citati dalle fonti bibliografiche ma restano, dislocate in diversi punti del territorio, aree di dispersione di manufatti in ossidiana (Mui Muscas, Iscudrecche, Sa minda de s’aide o Prunedda, Codinas). L'ossidiana in Sardegna si trova esclusivamente nei giacimenti del Monte Arci, situati ad una cinquantina di km a sudovest rispetto al territorio ortuerese, perciò la presenza nel territorio indica che in prossimità delle aree in cui è stata ritrovata vivevano comunità neolitiche che la utilizzavano per la produzione di manufatti ,taglienti o appuntiti, necessari per le attività della vita quotidiana. In alcuni casi l’area di dispersione di ossidiana si trova in prossimità di edifici nuragici.
Un'area di particolare interesse si trova a Mui Muscas, nella parte nordorientale del territorio comunale e attualmente adibita a Parco Comunale dell'Asino Sardo. Negli anni ’50 del 1900, durante un cantiere di rimboschimento di conifere, in una buca profonda mezzo metro, si rinvenne un deposito di circa 12 “coltelli di pietra, grossi e finemente lavorati”, alcuni dei quali furono consegnati al Museo Archeologico di Cagliari e lì esposti per qualche tempo. In quella stessa occasione vennero ritrovate anche asce in granito. I manufatti sono costituiti da lame, lamelle, raschiatoi e schegge di ossidiana, pestelli e macinelli in granito locale e in pietra dura: è ciò che rimane di un insediamento di età neo-eneolitica, di cui non sono evidenti in superficie sacche archeologiche o tracce di capanne strutturate.
Un'altra testimonianza del popolamento preistorico, riferibile con buona approssimazione al Neolitico finale, è rappresentata dai menhir. In località Sa Frissa, Lilliu identificò un menhir  che lo studioso associò a rituali legati alla fertilità. In località Peales, durante lavori agricoli è stato scoperto un imponente menhir aniconico di forma cilindrica (altezza cm 306, diametro cm 70) realizzato in granito locale.
L'area fu abitata in epoca nuragica come dimostra la presenza sul territorio di una decina di siti tra nuraghi e tombe di gigante e un’area in cui, fuori dal loro contesto, furono rinvenuti due frammenti di lingotti ox-hide e un'ascia piatta di rame che fanno supporre l’esistenza di un’area votiva o di lavorazione dei metalli. Questi siti rappresentano un patrimonio storico di grande importanza e offrono uno sguardo sulla vita delle antiche comunità nuragiche che abitavano migliaia di anni fa il territorio ortuerese e che, così come nel resto dell’isola, ne hanno trasformato il paesaggio con la realizzazione di imponenti strutture megalitiche. In località Masone Martine si trova una struttura caratterizzata da una planimetria pseudo rettangolare con ingresso sopraelevato, probabilmente inquadrabile nella categoria dei nuraghi cosiddetti “a corridoio”; altri, della tipologia monotorre a tholos si trovano nelle località di Antine Usache, Leonai, Su Linnari, Ghenna 'e Giuncu e Baddoro. Vi sono anche due nuraghi complessi con addizione di torre o cortile, il primo si imposta sulla sommità del rilievo tabulare di Nuracche e l’altro in località Nuracche Orale o Prunedda. In alcuni casi si rileva la presenza di capanne nei pressi del nuraghe. 
I materiali utilizzati per la costruzione sono quelli disponibili nel territorio che rientra in gran parte nel complesso delle intrusioni magmatiche granitoidi, inframezzate da filoni intrusivi, quarziferi e basici, che caratterizzano l’altopiano del Mandrolisai, mentre una piccola lingua del territorio meridionale è caratterizzato da emergenze di vulcaniti rosa, comunemente indicate come trachite, al confine con Samugheo. La pietra utilizzata per la realizzazione delle strutture condiziona la tecnica muraria dell’edificio: tessiture murarie più irregolari, realizzate in prevalenza con blocchi poligonali, grossolanamente sbozzati caratterizzano i nuraghi situati nella zona granitica, mentre quelli in “trachite” sono realizzati con massi sagomati con maggior cura tali da configurare conci a T o a cuneo, e messi in opera a filari più armonici e regolari come nei casi di Nuracche e Nuracche Orale. Un aspetto interessante dei nuraghi è la loro capacità di integrarsi con l'ambiente circostante. Spesso, i costruttori hanno inglobato nella struttura elementi naturali come massi erratici, spuntoni di roccia o affioramenti. Questa tecnica, diffusa in molte zone rocciose della Sardegna, risponde a criteri pratici ed economici: da un lato, si sfrutta ciò che la natura offre, riducendo i costi di trasporto e lavorazione dei materiali; dall'altro, si rafforza la struttura, ancorandola saldamente al basamento, soprattutto in presenza di forti pendenze. I nuraghi di Baddoro, Masone Martine e Leonai sono esempi eloquenti di questa stretta connessione con la natura. Le comunità nuragiche, insediate nel territorio di Ortueri, avevano un'economia strettamente legata alle risorse offerte dal territorio. La scelta del luogo in cui stabilirsi non era casuale ma frutto di un'attenta valutazione delle potenzialità del territorio circostante che, nel territorio ortuerese offriva prevalentemente opportunità di sviluppo di un di tipo di economia agro-pastorale, con un ruolo fondamentale dell'allevamento, fornendo alle comunità residenti i beni di cui avevano bisogno per la loro sussistenza: fonti d'acqua, boschi, pascoli e terreni fertili nelle zone vallive. Le comunità locali non erano isolate me inserite nel circuito degli scambi commerciali internazionali che animavano il Mediterraneo. Questi scambi commerciali, permettevano alle comunità dell’entroterra sardo di approvvigionarsi di prodotti esotici e di metalli, in particolare di rame, indispensabile per la formazione della lega del bronzo. Ne sono testimonianza i frammenti di lingotti ox-hide rinvenuti nel territorio di Ortueri. Le analisi effettuate hanno dimostrato che il rame di cui sono composti proviene dall’isola di Cipro.
Le comunità che abitavano in corrispondenza del nuraghe Ghenna 'e Giuncu, seppellivano i loro defunti nella omonima tomba di giganti. Questa struttura funeraria collettiva si presenta con un lungo e stretto corridoio interno, destinato ad accogliere i defunti. Le pareti del corridoio, aggettanti verso l'interno, sostenevano una copertura piattabandata, mentre l'esterno conserva la tipica forma rettangolare con estremità posteriore arrotondata e anteriore allargata a formare una grande esedra (13,50 metri di lunghezza). La tomba è stata oggetto di indagini sommarie negli anni '50 del Novecento, effettuate da notabili del posto, durante le quali sono stati rinvenuti resti ossei e frammenti di lucerne e ceramiche, testimonianze di un riutilizzo dell'edificio  come sepoltura in epoca romana.
La riutilizzazione di monumenti protostorici in epoche successive è un fenomeno piuttosto frequente in tutte le campagne della Sardegna. I nuraghi dell’età del Bronzo e i loro villaggi non vengono abbandonati e continuano ad essere frequentati in età punica e in età romana e talvolta anche in epoca tardoantica e alotmedioevale. Accadde anche in prossimità del nuraghe Nuracche dove indagini di superficie effettuate negli anni ottanta dalla Soprintendenza portarono al ritrovamento di frammenti di anfora punica del tipo Maňa B3 (prodotta anche in età romana sino al II sec. a.C.) che era destinata a contenere alimenti solidi. Oltre a questa indicazione, la documentazione a disposizione, in assenza di scavi archeologici mirati, non fornisce informazioni relative al periodo che intercorre tra la fine della civiltà nuragica e quello in cui i romani fecero della Sardegna una provincia del loro impero.
Quando i romani occuparono la Sardegna nel 238 a.C., inizialmente si trattò soprattutto una occupazione militare che prevedeva lo stanziamento di truppe militari nei punti nevralgici. Col passare del tempo mutò il quadro politico in quanto Roma introdusse nell’isola la propria organizzazione politico-militare e le proprie leggi e dal punto di vista economico-sociale gradualmente mutò lo stile di vita, le modalità di produzione, l’alimentazione, le credenze religiose, la lingua etc. Il territorio di Ortueri si trova lungo la via naturale di penetrazione che collega le zone urbanizzate con quelle più interne della Barbagia. Un diverticulum , o strada secondaria, si distaccava dalla via centrale sarda (a Karalibus Turrem), valicava il Tirso con un ponte a sette arcate, toccava il territorio di Busachi, Ula Tirso, Neoneli, probabilmente attraversava la parte settentrionale di quello di Ortueri, fino a raggiungere Austis, per poi collegarsi, in prossimità di Sorabile, dove vi era una stazione di posta, con la per Mediterranea, che attraversava i centri montani dell'interno per dirigersi verso Cagliari. Il diverticulum potrebbe essere stato costruito e utilizzato dalla cohors VII Lusitanorum, di stanza a Forum Augusti nei primi anni del I secolo d.C., inizialmente per esigenze militari e successivamente per l’ordinario cursus (ossia il sistema postale romano). Questo collegamento facilitava gli scambi culturali tra le zone maggiormente urbanizzate dell’isola e i centri rustici delle zone interne, come quelli esistenti nel territorio ortuerese.
Nelle zone rurali, infatti, si documentano microscopici raggruppamenti di persone concentrate in vici o pagi situati, talvolta in prossimità di antichi villaggi protostorici. Vi erano inoltre delle strutture lungo le principali strade, deputate a luogo di ristoro per i viaggiatori e di ricovero per gli animali (stationes, mansiones, mutationes). L’economia era prevalentemente agricola e prevedeva una produzione variegata ma basata principalmente sui cereali per la panificazione, in minor misura si praticava la viticoltura e l’olivicoltura, l’orticultura e l’allevamento. L’attività pastorale doveva essere ancora largamente praticata. Una delle modalità attraverso la quale venivano sfruttate le campagne era la "villa rustica produttiva", una dimora rurale più o meno grande e lussuosa a seconda dello status del dominus, con annessa fattoria, che disponeva di una proprietà terriera, il fundus. Si trattava di complesso incentrato su una parte residenziale, destinata a ospitare il proprietario o il suo intendente, il villicus o procurator; una pars rustica destinata agli schiavi e infine la pars fructuaria che comprendeva magazzini e granai. Infatti nonostante la policoltura, si favoriva un la produzione di un surplus di frumento, di olio e di vino destinato al mercato.  Il ritrovamento meglio documentato nel territorio ortuerese si trova in località Erriu, in un’area a nord-est rispetto all’attuale abitato. I saggi di scavo effettuati nel 1996 da parte della Soprintendenza archeologica di Nuoro hanno messo in luce i resti di un ambiente con muri e pavimentazione in lastre di trachite finemente lavorate pertinenti ad una villa rustica. Numerosi embrici documentano che l’edificio era coperto con tetti in laterizio. Il deposito archeologico conteneva abbondanti resti di grandi dolia con orli estroflessi, che venivano utilizzati per la conservazione di derrate alimentari. Diversi pesi troncopiramidali con fori passanti nella parte apicale servivano a tendere i fili del telaio. Alcuni frammenti di ceramica sigillata chiara hanno consentito un inquadramento cronologico dell’uso delle strutture riferibile all’età romano-imperiale fra il III-IV secolo. Nel periodo tardo antico si assiste ad una trasformazione delle ville rustiche, che diventano dei veri e propri insediamenti che insistono su un territorio di proprietà non più del latifondista ma di una pluralità di persone. La villa rustica si trasforma in villaggio. 
Nel territorio ortuerese si hanno diverse notizie di ritrovamenti casuali verificatisi nel corso del tempo, in particolare sono documentati quelli avvenuti nella prima metà del novecento. Si riferiscono a strutture e reperti mobili, genericamente attribuiti ad “età romana”, rinvenuti  in varie località dell'agro che non sono sempre perfettamente individuabili. Nel 1910, si rinvennero in località Carrasale, in prossimità di una zona che ospitava un nuraghe e due tombe di giganti, una cinquantina di tombe a cassone, embrici, terrecotte ornamentali, porzioni di colonne, fregi e monete dell’alto impero. Le aree funerarie si trovavano ai margini dei centri abitati e generalmente lungo gli assi viari di entrata/uscita per cui l’individuazione di una necropoli presuppone l’esistenza di un adiacente centro abitato. Nella zona denominata Pedra Litterada, intorno al 1930, venne scoperta una vasta necropoli con tombe a cassone e lastroni di copertura oltre a frammenti di colonne, fregi, pietre lavorate, ceramiche e monete romane. In particolare fu trascritto da R. Bonu il testo di un’epigrafe con dedica agli Dei Mani nella quale viene richiamato un tal Acareltorte. Nella zona si ha notizia di un insediamento o villa rustica nella località di Trigaccori dove si rinvennero grossi vasi, stoviglie, lucerne e altri oggetti, pietre di trachite ben lavorate, strumenti da lavoro come una macina a clessidra in basalto o catillus. Pochi chilometri di distanza separano queste località dalla località di Lassai o Pranu ‘e Cresia dove, durante lavori agricoli nel 1922, furono ritrovate fondamenta di abitazioni realizzate con mattoni lunghi e sottili. L’ampiezza della costruzione più grande indusse i contadini a chiamarla chiesa. Altri insediamenti o ville rustiche si trovavano nella parte meridionale del territorio in località Licorì, Ziu Lisone, Ortola e Brabarighinos. In quest’ultima località furono ritrovati materiali archeologici riconducibili allo sfruttamento agricolo dell’area: una vaschetta in pietra tufacea con scanalatura interna alla base per lo scolo del liquido, stoviglie, embrici, mattoni, grossi dolia, due metae di mola granaia, avanzi di murature a fior di terra, pietre squadrate, pezzi di colonne lisce, di basi, di piedistalli, attribuibili ad una villa rustica. Anche nell’area che circonda il nuraghe di Nuracche è stato ritrovato materiale ceramico riferibile a un arco cronologico pertinente alle fasi di un utilizzo in età romano repubblicana e imperiale attestata da frammenti di coppe in terra sigillata africana A, prodotta tra metà del II e il III secolo.
La continuità d’uso del sito, anche successivamente alla disgregazione dell’Impero romano, è suggerita da due frammenti di dolia, realizzati con un impasto grezzo e decorati con impressioni a stampiglia. Questo tipo di ceramica è distribuita particolarmente in contesti rurali della fascia mediana della Sardegna, documentandone la frequentazione durante l’alto medioevo tra VI e VII secolo.
L'attuale borgo di Ortueri è di origine medioevale. L’esistenza della villa di Ortueri e dell’esistenza di una chiesa titolata a Santa Maria è segnalata nel Condaghe di Santa Maria di Bonarcado, negli ultimi decenni del XII secolo e riguarda lo scambio di servi, tra cui “Pietro Musca che stava ad Ortueri” (sch. n. 112) tra l’arcivescovo Comita De Lacon e il monastero camaldolese di Santa Maria di Bonarcado. Nella sch. n. 172 viene nominato un “Arzocco de Martis curatore di Ortueri” mentre nella sch. n. 205 viene citato un certo “Paolo Mudu, servo di Santa Maria d’Ortueri”. Successivamente, si ha la citazione di Ortueri nell’Atto solenne di pace del 1386 tra il re Don Giovanni di Aragona ed Eleonora Giudicessa di Arborea dove viene nominato “Petro Cocho Majore ville Arcueri” (346).
Fece parte della curatoria del Mandrolisai del giudicato di Arborea. Alla caduta del giudicato (1420) e del successivo Marchesato di Oristano (1478) passò sotto il dominio aragonese, e fu incorporato nell'Incontrada del Mandrolisai. L'intera Incontrada ottenne dal Re di Aragona di essere governata da un signore locale scelto tra i nativi del luogo mediante elezione. Nel 1716 entrò a far parte della Contea di San Martino, feudo dei Valentino, con sede ad Atzara, ai quali il paese fu riscattato nel 1839 con la soppressione del sistema feudale.

### Simboli
Lo stemma e il gonfalone del comune di Ortueri sono stati concessi con decreto del presidente della Repubblica del 14 febbraio 2008.
Il gonfalone è un drappo di giallo.

## Monumenti e luoghi d'interesse

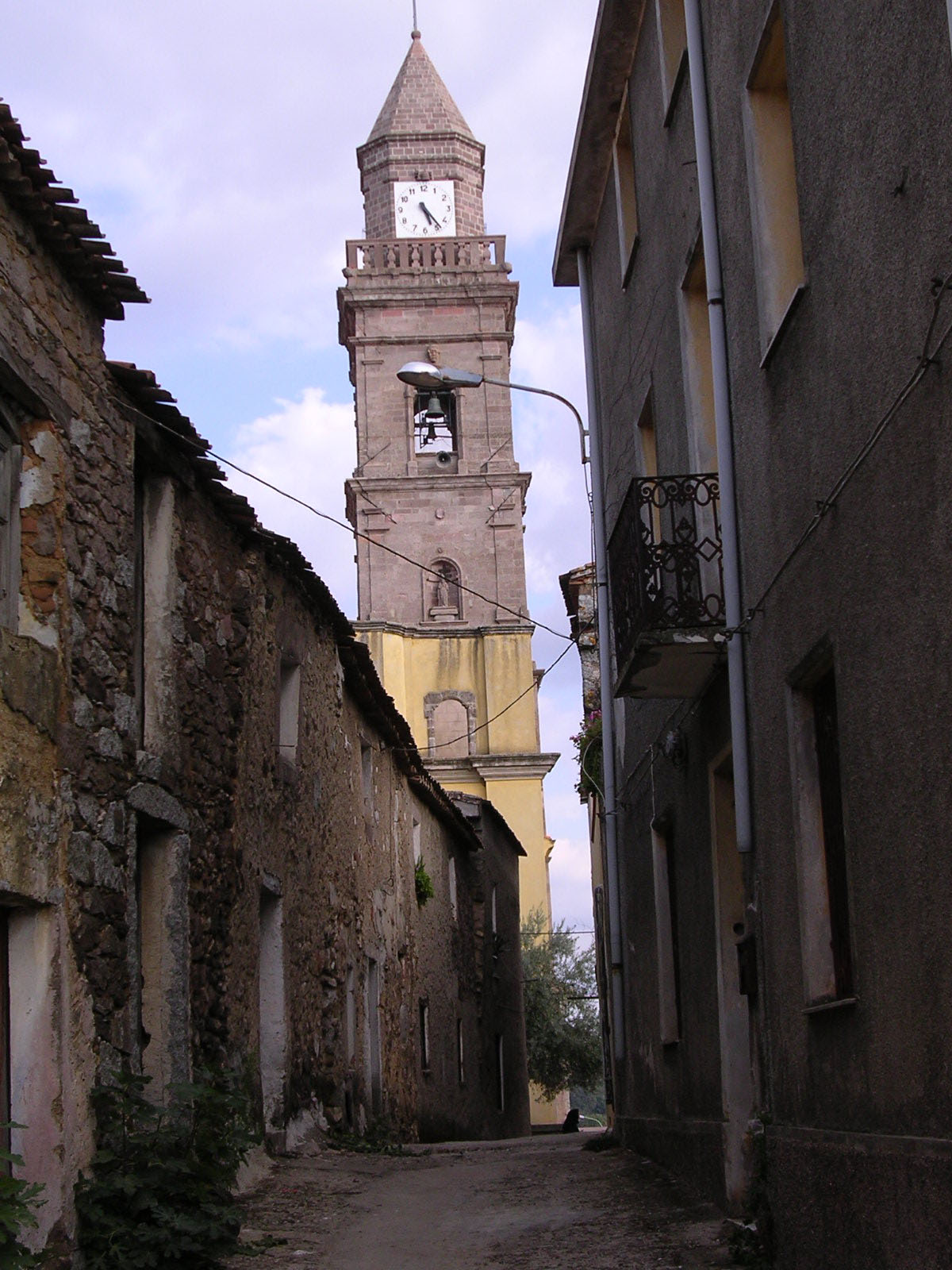
Scorcio di un'antica via del centro storico; sullo sfondo il campanile della parrocchia di San Nicola

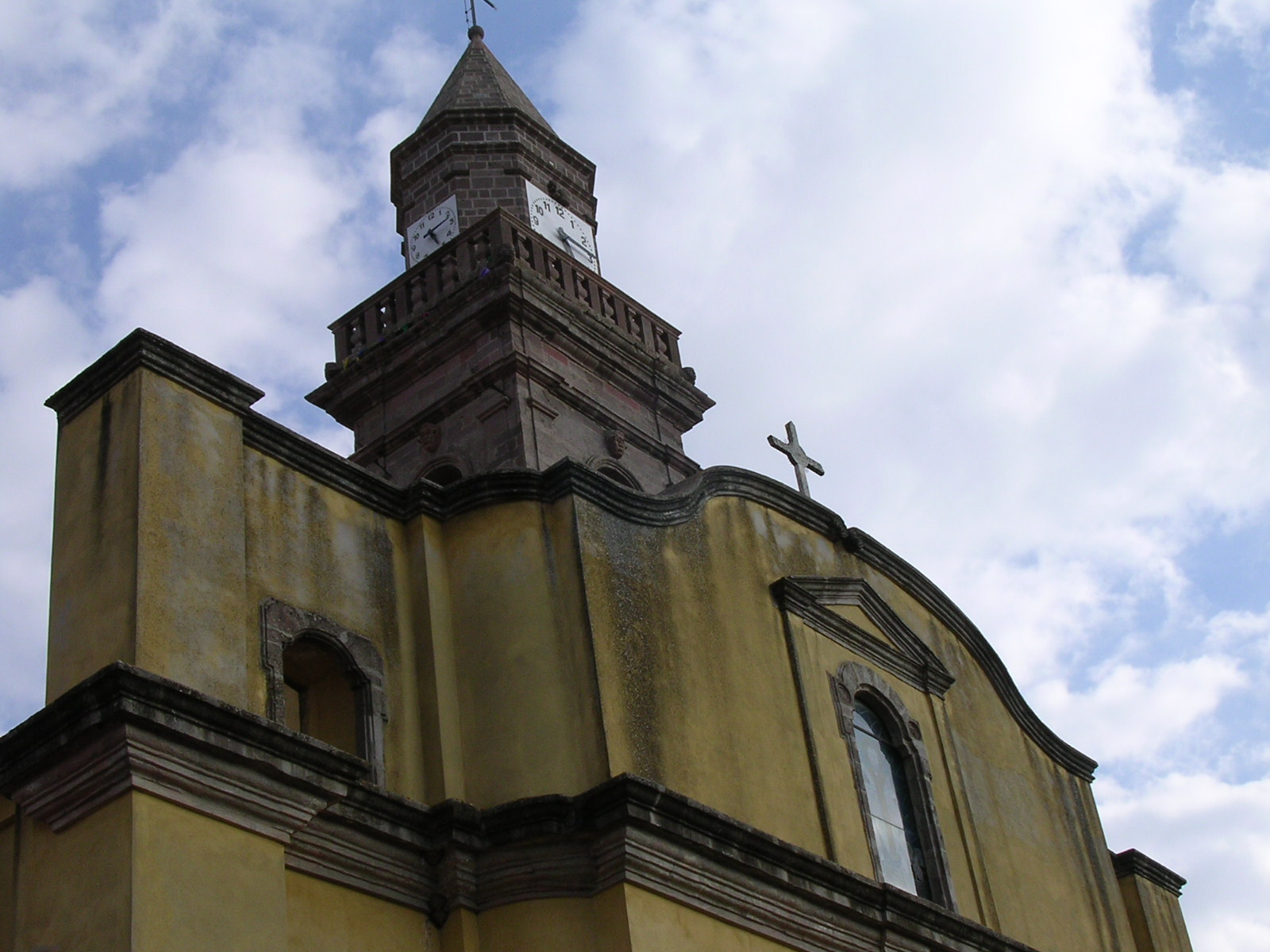
Parrocchia di San Nicola

### Architetture religiose
La chiesa parrocchiale di San Nicolò con il suo campanile alto 37,43 metri e con la croce 39,63 metri, datata fra il XVIII e il XIX secolo, è situata al centro dell'abitato, risulta pertanto posizionarsi al 4º posto tra le torri campanare arborensi, dopo la Cattedrale, Busachi e San Vero Milis.

I festeggiamenti in onore del santo, che è il patrono di Ortueri, si svolgono il 6 dicembre con processione, balli e cori tradizionali sardi.

Altri festeggiamenti religiosi ricorrono la terza domenica di maggio per san Nicola di Bari, il 18 settembre per la festa della Madonna Addolorata e l'8 settembre per la festa di santa Maria a cui è dedicata l'omonima chiesa.
In occasione dei festeggiamenti per San Nicola viene realizzato un dolce tipico, S'angule.
Un dolce di origine bizantina che richiede una lunga preparazione e che coinvolge tutta la comunità la terza domenica di Maggio.

### Siti archeologici
Sono interessanti i siti archeologici di epoca romana, in particolare la piana di Prani e Laccos, con sarcofagi che portano iscrizioni dedicate agli Dei Mani, e la zona di Pedra Litterada per i resti della necropoli.

### Luoghi di interesse naturalistico
Di particolare interesse naturalistico sono l'impervia punta di Pedrarba, su cui svetta la roccia Sa conca 'e s'Isteddu, ed il parco Mui Muscas con rigogliose sugherete, habitat naturale dell'asinello sardo che è possibile avvistare in piena libertà.

## Società

### Evoluzione demografica
Abitanti censiti

Si è notato un incremento della popolazione dovuto ad alcuni flussi migratori, non stanziali, provenienti dal nord Italia. Secondo alcuni sociologi trattasi per lo più di flussi di ritorno spinti dal settore servizi (terziario soprattutto) da sempre fiore all'occhiello di tutto il Mandrolisai.

### Lingue e dialetti
La variante del sardo parlata ad Ortueri è riconducibile alla Limba de mesania.

## Amministrazione
| Periodo         | Periodo        | Primo cittadino           | Partito                           | Carica                    | Note   |
| --------------- | -------------- | ------------------------- | --------------------------------- | ------------------------- | ------ |
| 23 aprile 1995  | 16 aprile 2000 | Salvatore Casula          | liste civiche di centro-sinistra  | Sindaco                   | [ 6 ]  |
| 16 aprile 2000  | 8 maggio 2005  | Mariangela Cuccui         | lista civica                      | Sindaco                   | [ 7 ]  |
| 8 maggio 2005   | 30 maggio 2010 | Mariangela Carboni Cuccui | lista civica                      | Sindaco                   | [ 8 ]  |
| 30 maggio 2010  | 31 maggio 2015 | Salvatore Casula          | lista civica "Unione Democratica" | Sindaco                   | [ 9 ]  |
| 31 maggio 2015  | 17 giugno 2019 | Pierluigi Corriga         | lista civica "Ortueri 2015"       | Sindaco                   | [ 10 ] |
| 18 gennaio 2018 | 16 giugno 2019 |                           |                                   | commissario straordinario |        |
| 17 giugno 2019  | in carica      | Francesco Carta           | lista civica "Animu Ortueri"      | sindaco                   |        |